# Ofensiva de Bratislava-Brno
La ofensiva de Bratislava-Brno fue una ofensiva llevada a cabo por el Ejército Rojo en Eslovaquia occidental y Moravia del sur hacia el final de la Segunda Guerra Mundial. La ofensiva se llevó a cabo entre el 25 de marzo y el 5 de mayo de 1945 utilizando las fuerzas del Segundo Frente Ucraniano para capturar la capital de Eslovaquia, Bratislava, y la capital de Moravia, Brno.

## Antecedentes
En la primavera de 1945, el Ejército Rojo lanzó una gran ofensiva en el ala sur del Frente Oriental. El 10 de marzo, el Cuarto Frente Ucraniano inició la Ofensiva Moravia-Ostrava, y el 15 de marzo el Tercer Frente Ucraniano inició la Ofensiva de Viena. Al Segundo Frente Ucraniano, que estaba situados entre el 3.º y 4.º Frentes Ucranianos, se le asignó la misión de capturar Bratislava y Brno.

## Plan de operaciónes
Según el plan del mando soviético, el ataque principal se realizaría en la dirección de Bratislava, Malacky, Brno e iba a ser llevado a cabo por los ejércitos 53.º y 7.º de la Guardia con el apoyo del 5.º Ejército Aéreo y la Flotilla del Danubio. La ofensiva sería apoyada por el 1.er Grupo Mecanizado de Caballería de la Guardia, que realizaría un ataque en profundidad sobre la retaguardia alemana, una vez que los ejércitos de infantería hubieran roto las líneas defensivas alemanas. En el ala derecha del frente, en dirección a la ciudad de Trencin, el 40.º Ejército debía continuar la ofensiva. Los ejércitos rumanos primero y cuarto debían operar en el segundo escalón del frente y se encargarían de limpiar de tropas alemanas, la retaguardia de las zonas de avance soviéticas.

## Orden de batalla

### Ejército Rojo
Segundo Frente Ucraniano, comandanteː mariscal de la Unión Soviética Rodión Malinovski
- 7.º Ejército de la Guardia; comandanteː coronel general Mijaíl Shumilov
- 40.° Ejército; comandanteː teniente general Filip Zhmachenko[3]
  - 4.º Ejército rumano; comandanteː teniente general Nicolae Dăscălescu[4]
- 6.º Ejército de Tanques de la Guardia; comandanteː coronel general de blindados Andréi Kravchenko[5]
- 53.° Ejército; comandanteː teniente general Iván Managarov[6]
  - 1.er Ejército rumano; comandanteː teniente general Vasile Atanasiu[7]
- 1.er Grupo Mecanizado de Caballería de la Guardia; comandanteː teniente general Issá Plíyev
- 5.º Fuerza Aérea; comandanteː coronel general de Aviación Serguéi Goriunov[8]
- Flotilla del Danubio; comandanteː contralmirante Georgi Jolostyakov

En total: alrededor de 340 000 efectivos (de los cuales 272 200 efectivos soviéticos), 6120 cañones y morteros pesados, 240 tanques y cañones autopropulsados, 645 aviones.

### Wehrmacht
Grupo de Ejércitos Sur; Comandanteː Generaloberst Otto Wöhler
- 8.° Ejército;[10] comandanteː General der Gebirgstruppe Hans Kreysing, compuesto por:
  - LXXII Cuerpo de Ejército; comandanteː Generalleutnant Werner Schmidt-Hammer
  - XXIX Cuerpo de Ejército; comandanteː General der Infanterie Kurt Röpke[11]
  - XXXXIII Cuerpo de Ejército; comandanteː General Kurt Versock
  - Panzer Corps Feldherrnhalle, comandanteː General der Panzertruppe Ulrich Kleemann
- 4º Luftflotte; comandanteː Generaloberst Otto Deßloch

Grupo de Ejércitos Centro (parte); comandanteː Generalfeldmarschall Ferdinand Schörner
- 1.er Ejército Panzer; comandanteː General der Panzertruppe Walther Nehring

En total: unos 200 000 efectivos, 1800 cañones y morteros pesados, 120 tanques y cañones de asalto, 150 aviones.

## La ofensiva

### Avance a Bratislava
Al comienzo de la ofensiva, el 7.º Ejército de la Guardia, en un ataque nocturno sorpresa, rompió las líneas de defensas de las 153.ª y 357.ª Divisiones de Infantería alemanas en el río Hron. El avance tenía un ancho de diecisiete kilómetros y en solo dos días el ejército había avanzado unos treinta y cinco kilómetros al oeste hasta Nové Zámky. Luego, el 7.º Ejército de la Guardia se apresuró a cruzar las tierras bajas del Danubio hacia Bratislava. 
El avance del 53.º Ejército en el centro de Eslovaquia fue más lento debido al terreno montañoso y el movimiento del 40.º Ejército en las montañas fue aún más lento. Sin embargo, el 26 de marzo de 1945, el 4.º Ejército rumano liberó Banská Bystrica, el centro de la insurrección nacional eslovaca, derrotado el año anterior. El 2 de abril comenzó la batalla de Bratislava cuando las unidades soviéticas capturaron el aeropuerto de Vajnory. 
El presidente del gobierno del Estado títere eslovaco Jozef Tiso y sus ministros, ya habían abandonado la capital y el 5 de abril encontraron asilo en el monasterio austríaco de Kremsmünster. La defensa de Bratislava consistía en unidades del 6.º Ejército alemán y del 3.º Ejército húngaro (coronel general Károly Beregfy).
En la noche del 3 de abril, los alemanes destruyeron todos los puentes importantes sobre el Danubio. Con el apoyo de la 27.ª Brigada de Tanques y la Flotilla del Danubio, los soldados soviéticos del 23.º Cuerpo de Fusileros y del 25.º Cuerpo de Fusileros de la Guardia (ambos parte del 7.º Ejército de la Guardia) empujaron a las tropas alemanas fuera de la ciudad. Bratislava fue liberada la tarde del 4 de abril de la segunda semana de la operación. Los distritos de la ciudad en la orilla sur del Danubio fueron liberados al día siguiente por el 46.º Ejército. Este ejército también formaba parte del Segundo Frente Ucraniano, pero debido a que luchó al otro lado del río Danubio, la mayor parte del tiempo participó en la Ofensiva de Viena del Tercer Frente Ucraniano. Para la liberación de Bratislava, el 46.º Ejército contribuyó con su 10.º Cuerpo de Fusileros de la Guardia. El Gobierno checoslovaco en el exilio y su presidente Edvard Beneš se trasladaron a Bratislava el 8 de mayo.

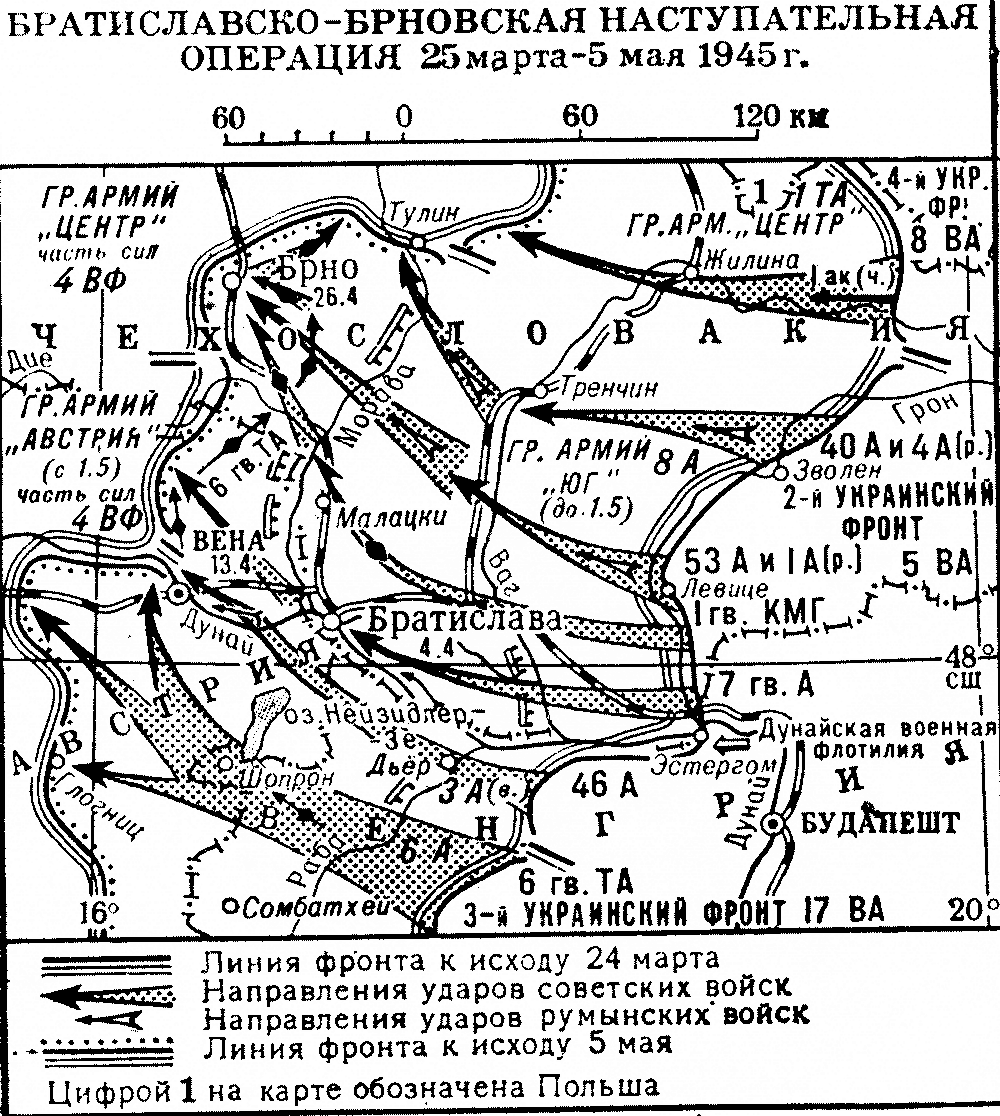
Mapa soviético de la operación Bratislava-Brno

Después de diez días de ofensiva, las tropas del Segundo Frente Ucraniano habían liberaron varios cientos de localidades. La población local saludó con alegría a las unidades del Ejército Rojo. Personas vestidas de manera festiva salieron a las calles de ciudades y pueblos para saludar a los soldados soviéticos. El comandante de una batería de artillería que operaba como parte del 53.º Ejército, I. M. Novojatski recordó:

La población de los pueblos checoslovacos liberados nos saluda muy alegremente, a veces bloquean la calle, nos detienen un rato. Hay manifestaciones espontáneas, pero la mayoría de las veces, la alegría genuina de la población local se convierte en unas pequeñas vacaciones divertidas.

### Cruce del río Morava
El siguiente obstáculo principal para un mayor avance soviético fue la frontera eslovaco-morava creada por el río Morava, que en la zona (entre Devín y Hodonín) estaba rodeada de bosques ribereños y humedales. En la primavera, el área inundada tenía hasta 8 kilómetros de ancho. A pesar de ello, el 6 de abril las primeras unidades de reconocimiento del 6.º Cuerpo de Caballería de la Guardia cruzaron el río y al día siguiente aseguraron el puente dañado y el terraplén del ferrocarril, que era el único camino por encima del agua. 
La dura batalla por la ciudad de Lanžhot duró cuatro días, donde la fuerte defensa alemana se fortaleció con más de 60 tanques, incluido el tanque pesado Tiger II. Lanžhot fue finalmente liberado el 11 de abril, pero el 25 % de sus casas quedó completamente destruido y otro 60% resultó dañado. La caballería soviética perdió casi 1500 hombres y 2000 caballos, principalmente como resultado de una larga inmersión en agua fría. El 53.º Ejército había cruzado el río Morava cerca de Hodonín, que fue liberado a primeras horas del 13 de abril. El 53.º Ejército perdió unos 350 hombres durante la travesía, mientras que el ejército alemán unos 130 hombres.
En ese momento, el 40.º Ejército en el flanco derecho todavía estaba luchando en las montañas eslovacas. El 10 de abril, el ejército liberó la ciudad de Trenčín y logró cruzar el río Váh al sur de la ciudad a pesar de que todos los puentes fueron destruidos por las tropas alemanas en su retirada. Trenčín se convirtió entonces en "ciudad de frente" y sus distritos detrás del río no fueron liberados hasta el 29 de abril.

### Batalla de Ořechov

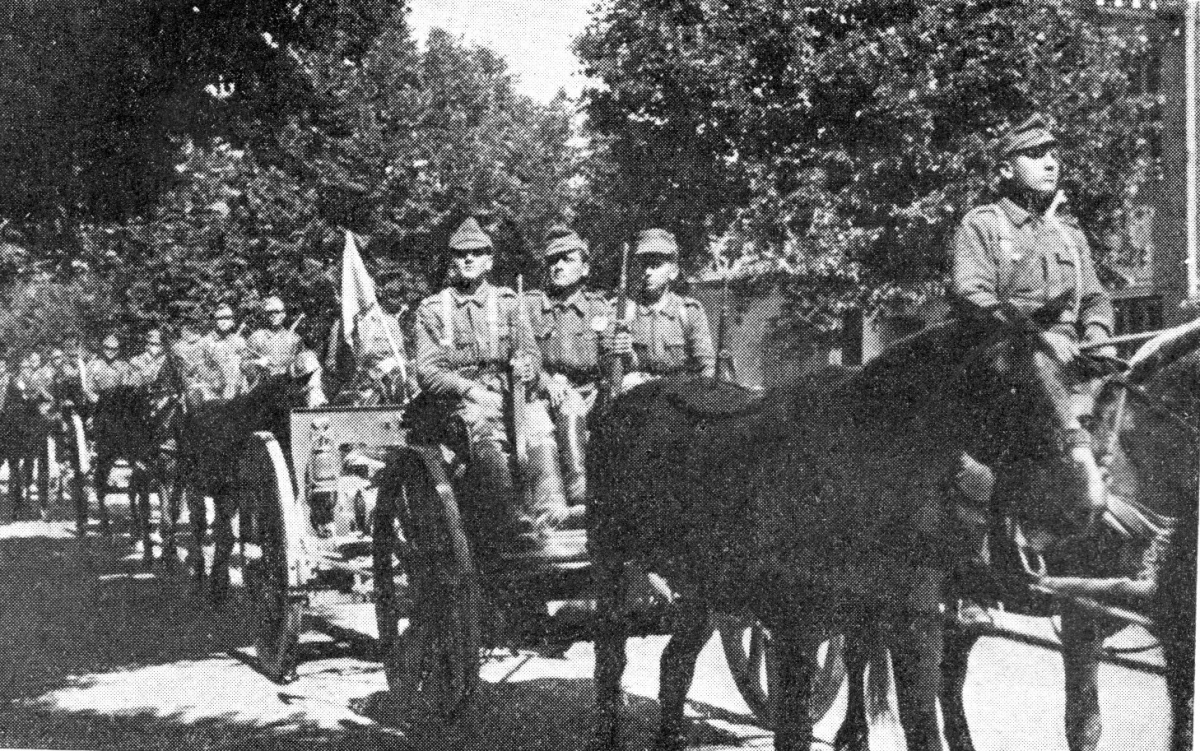
Soldados rumanos en Boskovice

Después del avance en el río Morava, las unidades soviéticas del 7.º Cuerpo Mecanizado avanzaron rápidamente hacia el río Jihlava, donde se encontraron con la división alemana Feldherrnhalle. El 18 de abril, el comandante del Grupo de Ejércitos Centro ordenó abolir la designación de Brno como fortaleza (en alemánː Festung Brno) y enfrentarse al enemigo en los accesos a la ciudad. El avance soviético se detuvo en la ciudad de Rajhrad, a 15 kilómetros al sur de Brno. Sin embargo, las unidades soviéticas continuaron avanzando hacia el oeste y, a las 10 de la noche del mismo día, llegaron a la iglesia del pequeño pueblo de Ořechov, a menos de doce kilómetros de las afueras de Brno, que se encontraba así dentro del alcance de la artillería soviética. Las unidades de reconocimiento del 7.º Cuerpo Mecanizado penetraron más al noroeste y capturaron varias aldeas, incluida la aldea de Popůvky. Algunos de los tanques ligeros soviéticos incluso llegaron a las afueras de Brno, pero pronto fueron detenidos.
Debido a que la división Feldherrnhalle estaba detrás del río Jihlava y esta área estaba defendida solo por unidades de entrenamiento de las SS y del Volksturm, los tanques de la 16.º División Panzer fueron llamados para ayudar en el contraataque. En la noche del 19 de abril, los tanques alemanes y los cañones de asalto penetraron rápidamente las líneas de soldados soviéticos exhaustos, el fuego a quemarropa destruyó muchos tanques soviéticos y recapturó el pueblo de Ořechov y la colina con la iglesia. Al día siguiente, 20 de abril, los tanques alemanes de la 16.ª División Panzer atacaron junto con los tanques de la división Feldherrnhalle y juntos cortaron y rodearon a las tropas de reconocimiento soviéticas en la zona de Popůvky. Pero los alemanes no tenían la fuerza suficiente para destruir por completo a los soviéticos rodeados. Además, el comandante de la 16.º División Panzer fue capturado por partisanos checos lo cual afecto gravemente la coordinación con otras unidades alemanas. 
En la noche del 23 al 24 de abril, el 7.º Cuerpo Mecanizado lanzó un nuevo ataque y relevó a las unidades rodeadas, al día siguiente liberó a Ořechov una vez más. La batalla de Ořechov duró siete días y fue la mayor batalla de tanques en la historia de Moravia. El Ejército Rojo había perdido 960 hombres y 35 vehículos blindados, los alemanes habían perdido entre 275 y 300 hombres y unos 30 vehículos blindados, la aldea de Ořechov había sufrido 23 bajas y el 80 % de las casas resultaron destruidas.

### Liberación de Brno

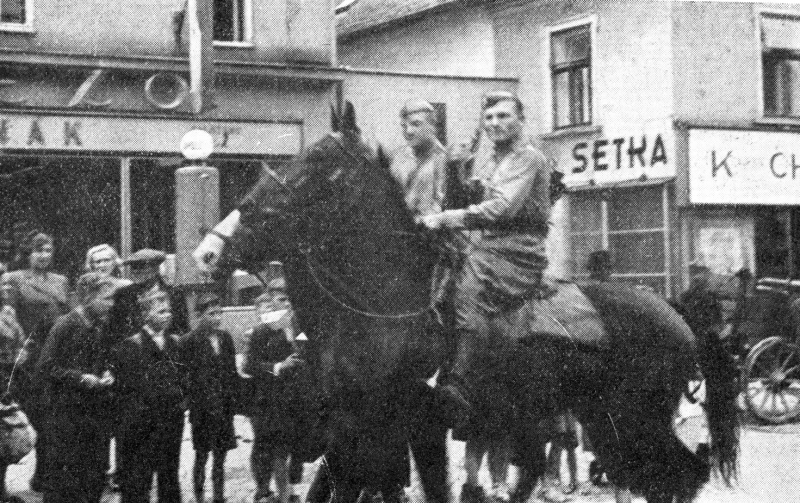
Soldados soviéticos en Boskovice en mayo de 1945

El nuevo asalto soviético fue apoyado por el 6.º Ejército de Tanques de la Guardia que acababa de llegar a la retaguardia del 53.er Ejército después de la caída de Viena. Mientras que el 1.er Grupo de Caballería Mecanizada de la Guardia renovó su ataque sobre Brno, el 53.º Ejército se lanzó al ataque al este de Brno, avanzando hacia Šlapanice y Slavkov. El avance del ejército rompió las líneas alemanas y el 6.º Ejército de Tanques de la Guardia avanzó a través de la brecha en la tarde del 23 de abril. En la tarde del 25 de abril, los tanques del ejército llegaron a las afueras de Brno desde el este, mientras que el Grupo de Caballería Mecanizada llegó a Brno desde el sur. A la mañana siguiente se liberó el centro de la ciudad y al mediodía también el castillo de Špilberk, que hasta entonces servía como prisión de la Gestapo de Brno.
Brno fue liberado el 26 de abril de 1945, pero algunos de sus distritos del norte estuvieron en manos alemanas hasta el 5 de mayo. En los días siguientes a la liberación, los ejércitos del Segundo Frente Ucraniano aseguraron la línea del frente occidental y se expandieron hacia el norte para unirse a las fuerzas del Cuarto Frente Ucraniano y así flanquear al 1.º Ejército Panzer alemán. Sin embargo, después del estallido del levantamiento de Praga, la Stavka cambió las órdenes y el Segundo Frente Ucraniano se unió a la ofensiva de Praga. Mientras tanto, tanto el 1.º como el 4.º ejércitos rumanos avanzaron a lo largo del río Morava y antes del final de la guerra liberaron las ciudades de Otrokovice, Kroměříž y Prostějov.

## Resultado

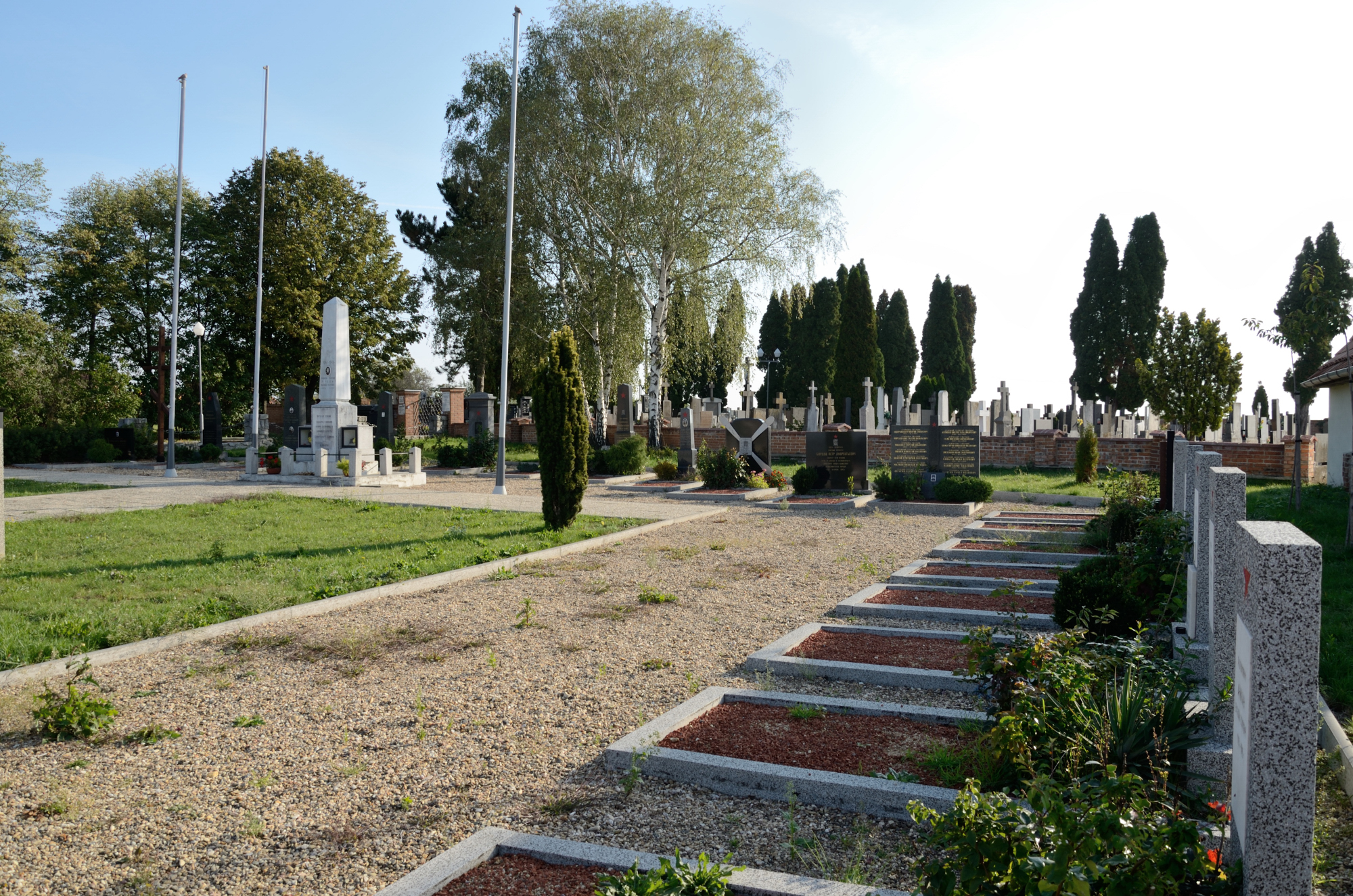
Cementerio del Ejército Rojo en Ořechov, donde están enterrados 1452 soldados soviéticos.

Durante la ofensiva, el Ejército Rojo perdió 79 596 personas, de las cuales 16 933 fueron muertos y desaparecidos. En una de las batallas, el comandante del 27.º Cuerpo de Fusileros de la Guardia, el mayor general Evgeni Alekhin, murió.
Se desconocen las pérdidas de las tropas rumanas y alemanas, aunque presumiblemente estas serían muy elevadas.
Como resultado de la Ofensiva de Bratislava-Brno, las tropas del Segundo Frente Ucraniano avanzaron doscientos kilómetros, derrotaron a nueve divisiones de la Wehrmacht, liberaron la mayor parte de Eslovaquia, incluida su capital Bratislava y crearon las condiciones para una rápida ofensiva contra Praga, ya que permitió flanquear al Grupo de Ejércitos Centro desde el sur.
Dentro del 53.º Ejército soviético se incluyó la Compañía Checoslovaca de Propósito Especial. Su único propósito era capturar y asegurar los edificios en Brno para las necesidades del gobierno checoslovaco. La unidad del tamaño de una compañía reforzada se movía en la sección del 53.° Ejército, durante la lucha por Brno, prácticamente no participó en la lucha y el 10 de mayo a más tardar ya estaba en Praga. Sin embargo, debido al rápido final de la guerra, el gobierno se había trasladado de Bratislava directamente a Praga el 10 de mayo. El presidente Edvard Beneš pasó casi una semana en el Brno liberado antes de unirse al nuevo gobierno en Praga.